# Petr Přikryl
Petr Přikryl (* 17. února 1978 Litoměřice, Československo) je bývalý český hokejový brankář. Dříve hrál v Kladně, Karlových Varech, Mladé Boleslavi, Liberci a Znojmě. Od sezóny 2010/2011 působil v klubu indiánů z HC Plzeň 1929 , když se po předešlé sezoně domluvil s Plzní na dvouletém kontraktu s následnou roční opcí. Téměř celou sezonu 2011-2012 však formou hostování působil v HC Stadion Litoměřice, kam po sezoně přestoupil.

## Kariéra podle sezón
- 1994/1995 – HC Kladno
- 1995/1996 – HC Poldi Kladno
- 1996/1997 – HC Poldi Kladno
- 1997/1998 – HC Sparta Praha
- 1998/1999 – HC Sparta Praha
- 1999/2000 – HC Sparta Praha, HC Berounští Medvědi
- 2000/2001 – HC Sparta Praha, HC Slovan Ústí nad Labem, Bílí Tygři Liberec
- 2001/2002 – HC Sparta Praha, HC Berounští Medvědi
- 2002/2003 – HC Sparta Praha
- 2003/2004 – Dukla Trenčín
- 2004/2005 – Orli Znojmo, Dukla Trenčín
- 2005/2006 – HC Energie Karlovy Vary, BK Mladá Boleslav
- 2006/2007 – HC Sparta Praha, HC Slovan Ústí nad Labem
- 2007/2008 – HC Slovan Ústí nad Labem
- 2008/2009 – HC Sparta Praha, MsHK Garmin Žilina, SK Kadaň
- 2009/2010 – HC Sparta Praha
- 2010/2011 – HC Plzeň 1929, Orli Znojmo, HC Stadion Litoměřice, Nürnberg Ice Tigers
- 2011/2012 – HC Plzeň 1929, IHC Písek, HC Stadion Litoměřice
- 2012/2013 - HC Stadion Litoměřice
- 2013/2014 - HC Stadion Litoměřice
- 2014/2015 - HC Stadion Litoměřice